# 1561

## Esdeveniments
Països Catalans
Resta del món
- 14 d'abril: El fenomen celeste de Nuremberg produeix una inexplicable fulguració en ple dia, que és recollit en un fulletó conservat a Zúric.

## Naixements
Països Catalans
- Barcelona: Galceran Albanell, religiós membre de la Diputació del General.

Resta del món
- 22 de gener - Londres, Anglaterra: Francis Bacon, filòsof, estadista, francmaçó i assagista anglès (m. 1626).
- 11 de juliol - Còrdova Luis de Góngora y Argote, poeta i dramaturg del Segle d'Or espanyol.[1]
- 17 de juliol - Florència. República de Florència: Jacopo Corsi, compositor.

## Necrològiques
Països Catalans
- Barcelona: Jaume Caçador, president de la Generalitat de Catalunya.

- Resta del món